# Copacabana-Halbinsel

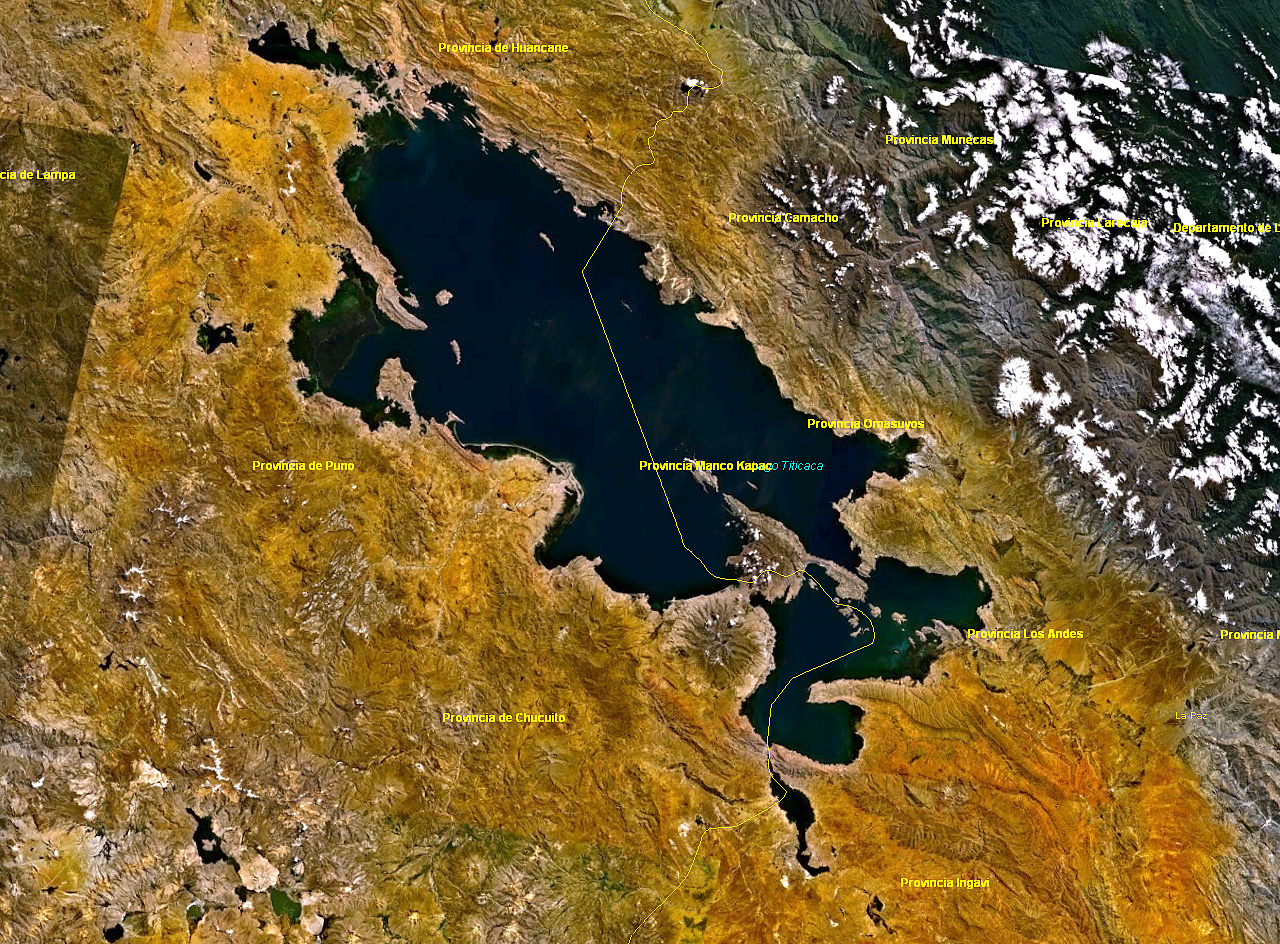
Satellitenbild des Titicacasees

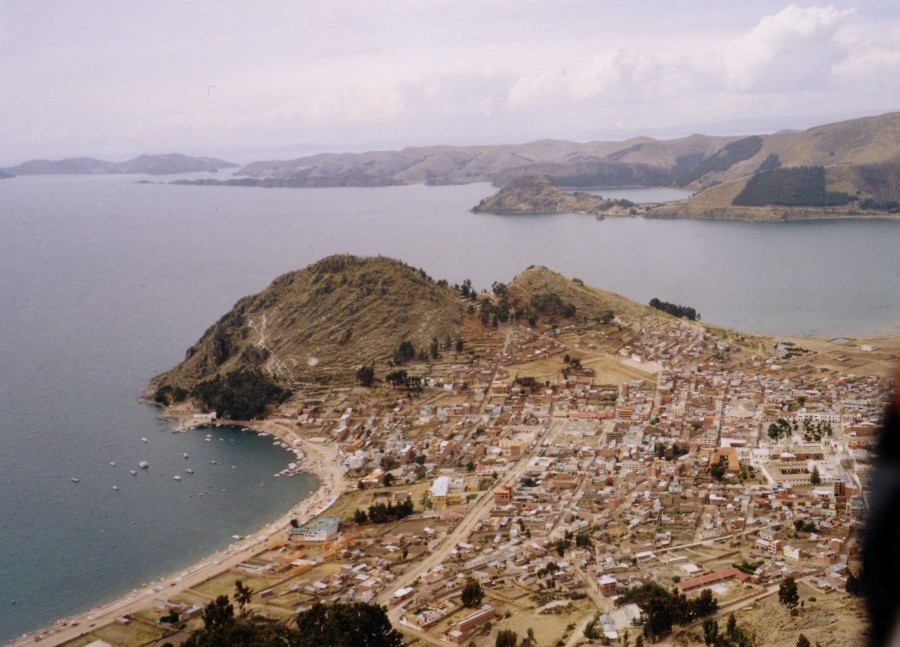
Copacabana auf der nach ihr benannten Halbinsel

Die Copacabana-Halbinsel (spanisch Península de Copacabana, Quechua Qupaqhawana yaqa wat'a) ist die größte Halbinsel im südamerikanischen Titicacasee. Die Binnenhalbinsel ragt vom südlichen Ufer im östlichen Teil des Sees in Richtung Norden in den See hinein und teilt den See in einen größeren Teil im Nordosten (genannt Lago Chucuito) und den kleineren Teil im Südwesten (Wiñaymarka).
Der südliche Teil der Halbinsel ist Teil der peruanischen Provinz Yunguyo (Region Puno), der nördliche Teil gehört zur bolivianischen Provinz Manco Kapac (Departamento La Paz). Der bolivianische Teil der Copacabana-Halbinsel ist auf dem Landweg nur über Peru, ansonsten per Boot über die schmale Straße von Tiquina erreichbar.
Die Halbinsel ist nach der auf ihr gelegenen bolivianischen Stadt Copacabana benannt.